# 1994 au Canada
Pour un article plus général, voir Chronologie du Canada.
Cet article traite des événements qui se sont produits durant l'année 1994 au Canada.

## Gouvernements
Exécutif:
- Monarque - Élisabeth II
- Gouverneur général - Ramon John Hnatyshyn
- Commissaire des Territoires du Nord-Ouest - Daniel Norris
- Commissaire du Yukon - John Kenneth McKinnon
- Lieutenant-gouverneur de l'Alberta - Gordon Towers (en)
- Lieutenant-gouverneur de la Colombie-Britannique - David Lam
- Lieutenant-gouverneur de l'Ontario - Hal Jackman (en)
- Lieutenant-gouverneur de l'Île-du-Prince-Édouard - Marion Reid
- Lieutenant-gouverneur du Manitoba - W. Yvon Dumont (en)
- Lieutenant-gouverneur du Nouveau-Brunswick - Gilbert Finn puis Margaret McCain
- Lieutenant-gouverneur de Nouvelle-Écosse - Lloyd Roseville Crouse (en) puis J. James Kinley
- Lieutenant-gouverneur du Québec - Martial Asselin
- Lieutenant-gouverneur de la Saskatchewan - Sylvia Fedoruk puis Jack Wiebe
- Lieutenant-gouverneur de Terre-Neuve-et-Labrador - Frederick Russell

Législatif:
- Premier ministre du Canada - Brian Mulroney
- Premier ministre de l'Alberta - Ralph Klein
- Premier ministre de la Colombie-Britannique - Michael Harcourt
- Premier ministre du Manitoba - Gary Filmon
- Premier ministre du Nouveau-Brunswick - Frank McKenna
- Premier ministre de Terre-Neuve-et-Labrador - Clyde Wells
- Premier ministre de la Nouvelle-Écosse - Donald William Cameron
- Premier ministre de l'Ontario - Bob Rae
- Premier ministre de l'Île-du-Prince-Édouard - Joe Ghiz
- Premier ministre du Québec - Robert Bourassa puis Jacques Parizeau (élu le 12 septembre face au sortant Daniel Johnson)
- Premier ministre de la Saskatchewan - Roy Romanow
- Premier ministre des Territoires du Nord-Ouest - Nellie Cournoyea
- Premier ministre du Yukon - John Ostashek

## Événements

### Mars 1994
- Du 15 au 20 mars : Championnat du monde de biathlon à Canmore en Alberta

### Mai 1994
- 8 mai : dixième commémoration du Fusillade de l'Assemblée nationale.
- 12 mai : Introduction de la loi sur les sports nationaux qui statue le hockey sur glace et la crosse comme sport national[1].

### Août 1994
- Du 4 au 14 août : Championnat du monde de basket-ball masculin à Toronto et Hamilton (Ontario).
- Du 18 au 28 août : jeux du Commonwealth à Victoria en Colombie-Britannique.

### Septembre 1994
- 12 septembre : élection générale au Québec — le gouvernement du Parti libéral est défait par le Parti québécois, qui forme un gouvernement majoritaire sous Jacques Parizeau.

### Novembre 1994
- 24 novembre : désignation de l'aire centrale du parc national de Kejimkujik en tant que lieu historique national.

### Décembre 1994
- 14 décembre : Mariage de la chanteuse Céline Dion et de l'homme d'affaires René Angélil à la basilique Notre-Dame de Montréal[2].
- 26 décembre (jusqu'au 4 janvier 1995) : Championnat du monde junior de hockey sur glace 1995 à Red Deer.

## À surveiller
- Jeux d'hiver de l'Arctique à Slave Lake en Alberta
- Défi mondial des moins de 17 ans de hockey à Amos

## Naissances en 1994
- 8 février : Nikki Yanofsky, chanteuse.
- 16 février : Matthew Knight, acteur.
- 1er mars : Justin Bieber, chanteur.
- 25 mars : Keven Alemán, footballeur d'origine costaricien.
- 17 juillet : Jessica Amlee, actrice.
- 23 août : August Ames, actrice pornographique († 5 décembre 2017).
- 9 octobre : Jodelle Ferland, actrice.

## Décès en 1994
- Gordon Sparling, cinéaste.
- 4 mars : John Candy, acteur.
- 10 décembre : Alex Wilson, athlète.
- 20 décembre : John Wintermeyer, chef du Parti libéral de l'Ontario.